# Agenzia nazionale per la sicurezza delle ferrovie e delle infrastrutture stradali e autostradali
L'Agenzia nazionale per la sicurezza delle ferrovie e delle infrastrutture stradali e autostradali, nota anche attraverso l'acronimo ANSFISA, è un organismo indipendente deputato al mantenimento della sicurezza di ferrovie, sistemi di trasporto rapido di massa, infrastrutture stradali ed autostradali e gallerie sulla rete stradale transeuropea.
Il direttore è l'ingegnere Domenico Capomolla, in carica dall'11 aprile 2023.

## Storia
L'agenzia è stata istituita attraverso il Decreto-legge 28 settembre 2018, n. 109, articolo 12 (cosiddetto "Decreto Genova"), convertito con modificazioni dalla Legge 16 novembre 2018, n. 130, in sostituzione dell'Agenzia nazionale per la sicurezza delle ferrovie (ANSF), della quale ha assorbito tutte le risorse umane, strumentali e finanziarie. A partire dal 30 novembre 2020 ha assunto piena operatività.
Il 1º gennaio 2022, in osservanza del Decreto-legge 10 settembre 2021, n. 121, convertito con modificazioni dalla Legge 9 novembre 2021, n. 156, ha assorbito competenze, risorse e personale dei sei Uffici speciali trasporti a impianti fissi (USTIF).

## Organizzazione
La struttura organizzativa dell'agenzia prevede una figura apicale denominata direttore, nominato dal Presidente della Repubblica su proposta del Ministro delle infrastrutture e della mobilità sostenibili, affiancato dal collegio dei revisori e da un comitato direttivo.
Alle dipendenze del direttore vi sono la segreteria tecnica, il settore di staff (comprensivo degli uffici: ragioneria, contabilità e bilancio, acquisti e contratti, risorse umane, procedimenti disciplinari, affari legali e generali e servizi comuni e tecnici) e le due direzioni generali dell'agenzia: la direzione generale per la sicurezza delle ferrovie e la direzione generale per la sicurezza delle infrastrutture stradali, per la sicurezza delle gallerie situate sulle strade appartenenti anche alla rete stradale transeuropea e la sicurezza sui sistemi di trasporto rapido di massa.

## Lista dei direttori
- Marco d'Onofrio (9 novembre 2018 - 9 dicembre 2020)
- Fabio Croccolo (5 dicembre 2019 - 18 maggio 2021)
- Domenico De Bartolomeo (24 maggio 2021 - 24 gennaio 2023)
- Domenico Capomolla (dall'11 aprile 2023)